# Носорогові
Носоро́гові (Rhinocerotidae) — родина тварин ряду непарнокопитних. Налічує п'ять видів, що поширені в Африці та Азії. Типовий рід родини — носоріг (Rhinoceros). Наукова назва родини походить від родової назви індійського носорога (Rhinoceros) — латинізованого дав.-гр. ῥινόκερως, яке утворене від ῥίς (род. відм. ῥῑνός) — «ніс» + κέρας — «ріг».
Слов'янські назви тварини (укр. носоріг, пол. nosorożec, чеськ. nosorožec, рос. носорог), очевидно, є кальками нім. Nashorn; останнє, натомість, являє собою запозичення з греко-латинської назви.
На теренах України викопні рештки носорогових, відомі з Прикарпаття (Старуня) (волохатого носорога можна побачити у Державному природознавчому музеї НАН України, Львів) та Криму.

## Біологічна характеристика

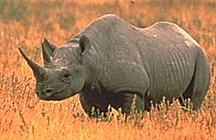
Чорний носоріг, Diceros bicornis

Носороги  великі або вельми великі ссавці. У нинішніх представників довжина голова-тулуб, сягає від 2,5 до 3,8 м (на додачу довжина хвоста від 40 до 60 см), висота у плечах від 1,2 до 1,8 м, а маса тіла від 500 до 3600 кг. Найбільший з носорогів, що тепер живуть — білий носоріг (Ceratotherium simum). Однак в давнину зустрічалися набагато більші види, останки яких знаходять у викопному вигляді. Деякі представники Elasmotherium і Brachypotherium досягали ваги понад 5000 кг кожен.
Загалом у носорогів важезне тіло з великою головою та короткими потужними ногами. На кожній ступні по три пальці, кожен із яких закінчується широким копитом. Шкіра груба і товста, забарвлена у сірий чи коричневий колір. В азійських видів, шкіра біля основи шиї та ніг дуже складчаста, що надає тваринам вигляду з наявністю панцира. Більшість сучасних носорогів позбавлені шерсті, за винятком кінчиків вух та кінця хвоста. Проте, суматранський носоріг (Dicerorhinus sumatrensis) все ще має досить густу шерсть. Викопний шерстистий носоріг (Coelodonta antiquitatis) мав дуже густе хутро що визначено завдяки тушам, котрі збереглися у вічній мерзлоті Сибіру, для інших же вимерлих видів носорогів, це частково припускається. 
Головною відмінністю носорогів є ріг (чи два роги) на морді, хоча деякі прадавні носороги не мали жодного. Передній ріг росте з носової кістки; задній, якщо він є, — з лобової частини черепа. Попри твердість, роги ці — не кістки; вони складаються з білка кератину (який утворює, серед іншого, й волосся). Браконьєри полюють на носорогів через те, що у багатьох народів ріг цих тварин вважається цілющим, і через це дорого цінується. Найбільший з відомих рогів був 158 см завдовжки.
Носороги мають слабкий зір, але ця вада врівноважується дуже добрими слухом та нюхом. У самців-носорогів яєчка розташовані всередині тіла.

## Життя носорогів
Носороги живуть поодинці, але часом у саванах вони об'єднуються у невеличкі гурти. Якщо самиця готова до парування, між самцями можуть початися серйозні змагання за неї. Переможець намагається привернути до себе увагу самиці за допомогою екскрементів, якими позначає власну територію. Перш ніж паруватися, носороги «полюють» одне на одного, справа навіть часом доходить до бійки. Вагітність у носорогів триває 15—18 місяців. Народжують одне маля, яке залишається з матір'ю два з половиною роки. Якщо за цей час вона народжує ще одне дитинча, то старшого проганяє від себе, принаймні на деякий час.
Удень носороги сплять; їх активність підвищується уночі. Це досить обережні звірі; вони намагаються не підпускати до себе людину. Водночас якщо носороги відчувають небезпеку, вони нападають. Ці тварини можуть бігти зі швидкістю до 45 кілометрів на годину та, завдяки великій вазі й гострому рогові, здатні важко скалічити ворога.
Носорогів нерідко супроводжують птахи, які сидять на шкірі та чистять її від паразитів. Молодим носорогам можуть загрожувати хижаки з родини котячих. Дорослим тваринам ніхто, крім людини, не загрожує.

## Систематика

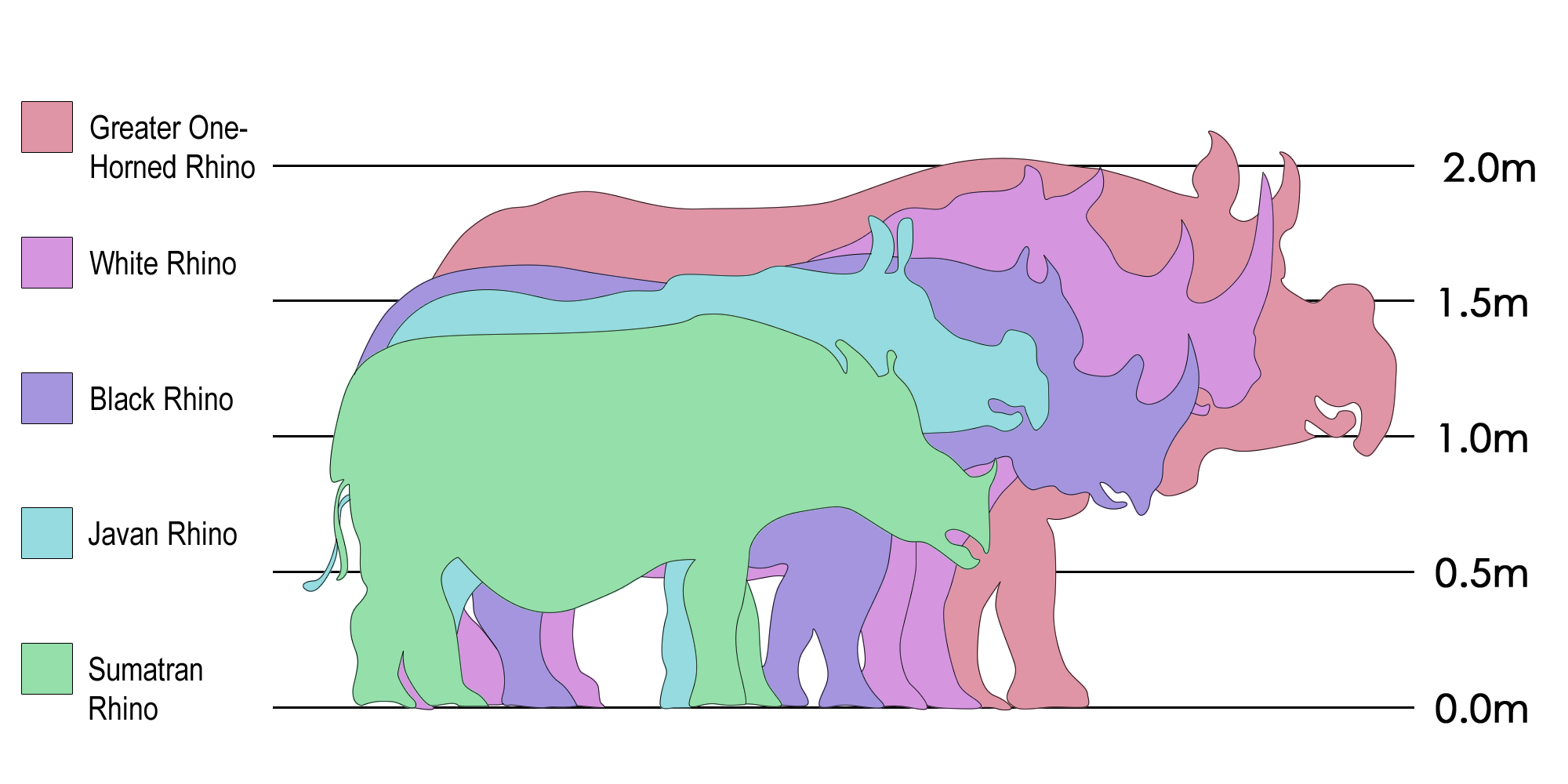
Порівняння розмірів носорогів: від глядача углиб схеми — суматранський, яванський, чорний, білий та однорогий носороги (від меншого до більшого)

Зараз налічується чотири роди носорогів із п'ятьма видами. Досить мало живе суматранських носорогів, які належать до роду Dicerorhinus. Індійський носоріг та яванський носоріг під загрозою вимирання — ці види розділилися приблизно 10 мільйонів років тому та належать до роду Індійські носороги. Африканські види, як-от: білий носоріг та чорний носоріг — розділилися 5 мільйонів років тому, але стосуються різних родів. Одна з основних відмінностей між ними — смакові уподобання. Білий носоріг переважно харчується травою у саванах, тоді як чорний (гостромордий) — листям дерев та кущів. Верхня губа допомагає йому направляти кінці гілок до рота.
Нижче перелічено роди носорогів із вказанням часу існування (млн років тому).
- Родина Rhinocerotidae[6]
  - Підродина Rhinocerotinae
    - Триба Aceratheriini
      - †Aceratherium 33,9—3,4
      - †Acerorhinus 13,6—7,0
      - †Alicornops 13,7—5,33
      - †Aphelops 20,430—5,330
      - †Chilotheridium 23,03—11,610
      - †Chilotherium 13,7—3,4
      - †Dromoceratherium 15,97—7,25
      - †Floridaceras 20,43—16,3
      - †Hoploaceratherium 16,9—16,0
      - †Mesaceratherium
      - †Peraceras 20,6—10,3
      - †Plesiaceratherium 20,0—11,6
      - †Proaceratherium 16,9—16,0
      - †Sinorhinus
      - †Subchilotherium

    - Триба TeleoceratiniКарта поширення носорогів, 2012
      - †Aprotodon 28,4—5,330
      - †Brachydiceratherium
      - †Brachypodella
      - †Brachypotherium 20,0—5,33
      - †Diaceratherium 28,4—16,0
      - †Prosantorhinus 16,9—7,25
      - †Shennongtherium
      - †Teleoceras 16,9—4,9

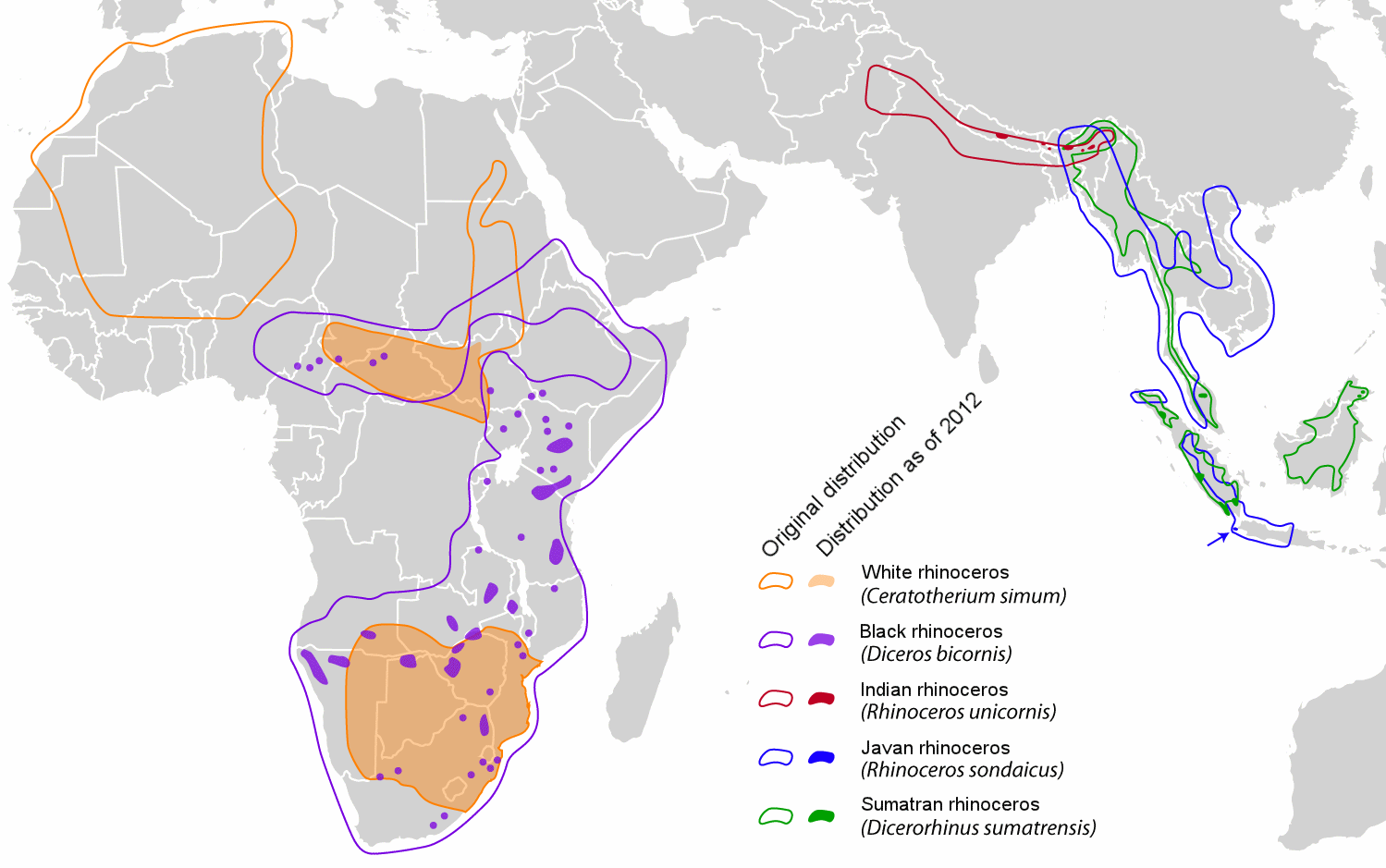
Карта поширення носорогів, 2012

    - Триба Rhinocerotini 40,4—11,1 — сучасність
      - †Gaindatherium 11,61—11,1
      - Триба Rhinocerotina 17,5 — сучасність[7]
        - †Rusingaceros 17,5
        - Rhinoceros

    - Триба Dicerorhinini
      - †Coelodonta
      - Dicerorhinus
      - †Dihoplus 11,610—1,810
      - †Lartetotherium 15,97—8,7
      - †Stephanorhinus 9,7—0,126

    - Триба Dicerotini 23,03 — сучасність
      - Ceratotherium 7,250 — сучасність
      - Diceros 23,03 — сучасність
      - †Paradiceros 15,97—11,61

  - Підродина Elasmotheriinae
    - †Gulfoceras 23,030—20,430
      - †Victoriaceros[8] 15

    - Триба Diceratheriini
      - †Diceratherium 33,9—11,610
      - †Subhyracodon 38,0—26,3

    - Триба Elasmotheriini 20,0—0,126
      - †Bugtirhinus 20,0—16,9
      - †Caementodon
      - †Elasmotherium 3,6—0,126
      - †Hispanotherium (якого синонімізують із Huaqingtherium) 16,0—7,250
      - †Iranotherium
      - †Kenyatherium
      - †Meninatherium
      - †Menoceras 23,03—16,3
      - †Ningxiatherium[9]
      - †Ougandatherium 20,0—16,9
      - †Parelasmotherium
      - †Procoelodonta
      - †Sinotherium 9,0—5,3

## Еволюція

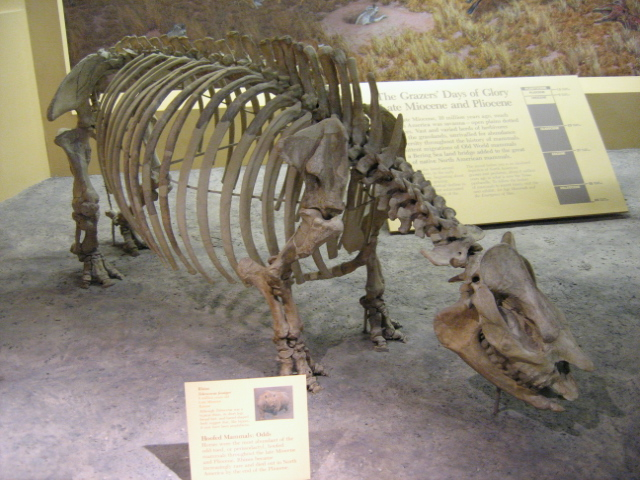
Скелет Teleoceras†

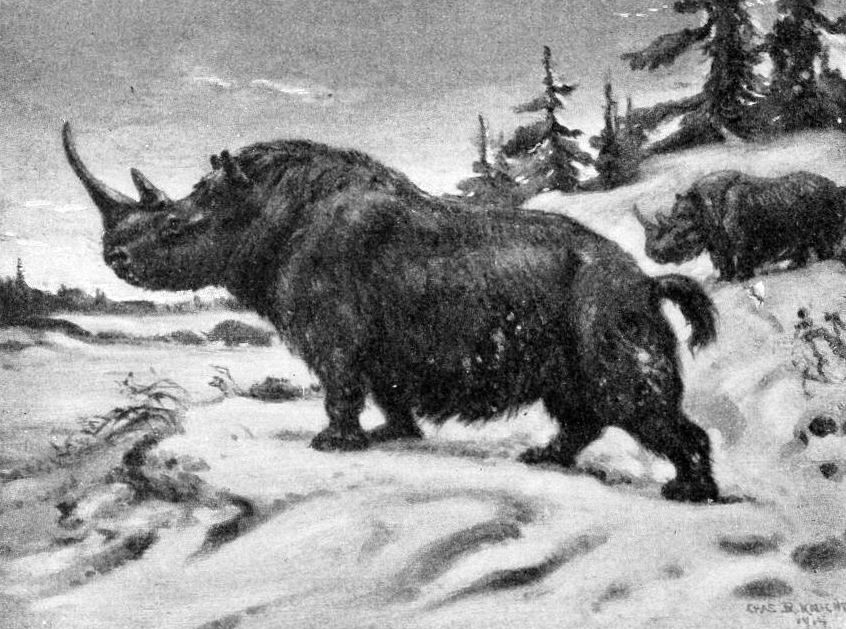
Носоріг волохатий (Coelodonta antiquitatis)†

Серед прадавніх носорогів були дуже незвичайні форми. Велетенський носоріг індрикотерій, який жив в олігоцені, був найбільшим наземним ссавцем усіх часів. Він мав довгу шию та не мав рогів. Найдавніші рештки родичів носорогів знаходять до еоцену. Це так звані Amynodontidae; вони за розміром були подібні до сучасних носорогів, але не мали рогів і харчувалися рослинами, що росли у водоймищах.
```
Rhinocerotoidea
  ├-- Amynodontidae (†)
  └-- Rhinocerotida
        ├-- Hyracodontidae (Велетенські носороги †)
        └-- Rhinocerotidae
              ├-- Elasmotheriinae (†)
              └-- Rhinocerotinae
                    ├-- Aceratheriini (Безрогі носороги †)
                    └-- N.N.
                          ├-- N.N.
                          |     ├-- Coelodonta (Шерстистий носоріг †)
                          |     ├-- Dicerorhinus (Суматранський носоріг)
                          |     └-- Rhinoceros (Індійський носоріг, Яванський носоріг)
                          ├-- Ceratotherium (Білий носоріг)
                          └-- Diceros (Чорний носоріг)
```

Власне Носороги (Rhinocerotidae) поділилися на дві лінії:
- Elasmotheriinae, які існували до останнього льодовикового періоду, 12 тисяч років тому; ці тварини мали велетенський двометровий ріг;
- Rhinocerotinae складалися з родів, які описані вище. Прадавній шерстистий носоріг — близький родич суматранського носорога.

## Захист носорогів
В Азії існує великий попит на роги носорогів. Їх використовують для виготовлення дорогоцінних виробів та у традиційній китайській медицині. Ліки з рогу носорогу високо цінуються, і є складовою частиною китайських рецептів довголіття та безсмертя. Через такий попит носороги перебувають на межі знищення. Однак останнім часом спостерігається невелике зростання чисельності популяцій. В Африці 1998 року налічувалося 11 тисяч носорогів, з них 8900 у ПАР, у заповідниках що огороджені та добре охороняються. Захищені приватні та державні місцевості є також у Кенії. Зусилля зі збереження носорогів з боку Індії та Непалу також дозволили досягти деяких добрих наслідків: кількість носорогів у цих країнах збільшилася до 2100 тварин. Популяція суматранських носорогів скоротилася з 900 тварин у 1980-х роках до 350. Керівництво Індонезії та Малайзії, імовірно, не підтримує належно охорону цих тварин.

### Загроза і охорона

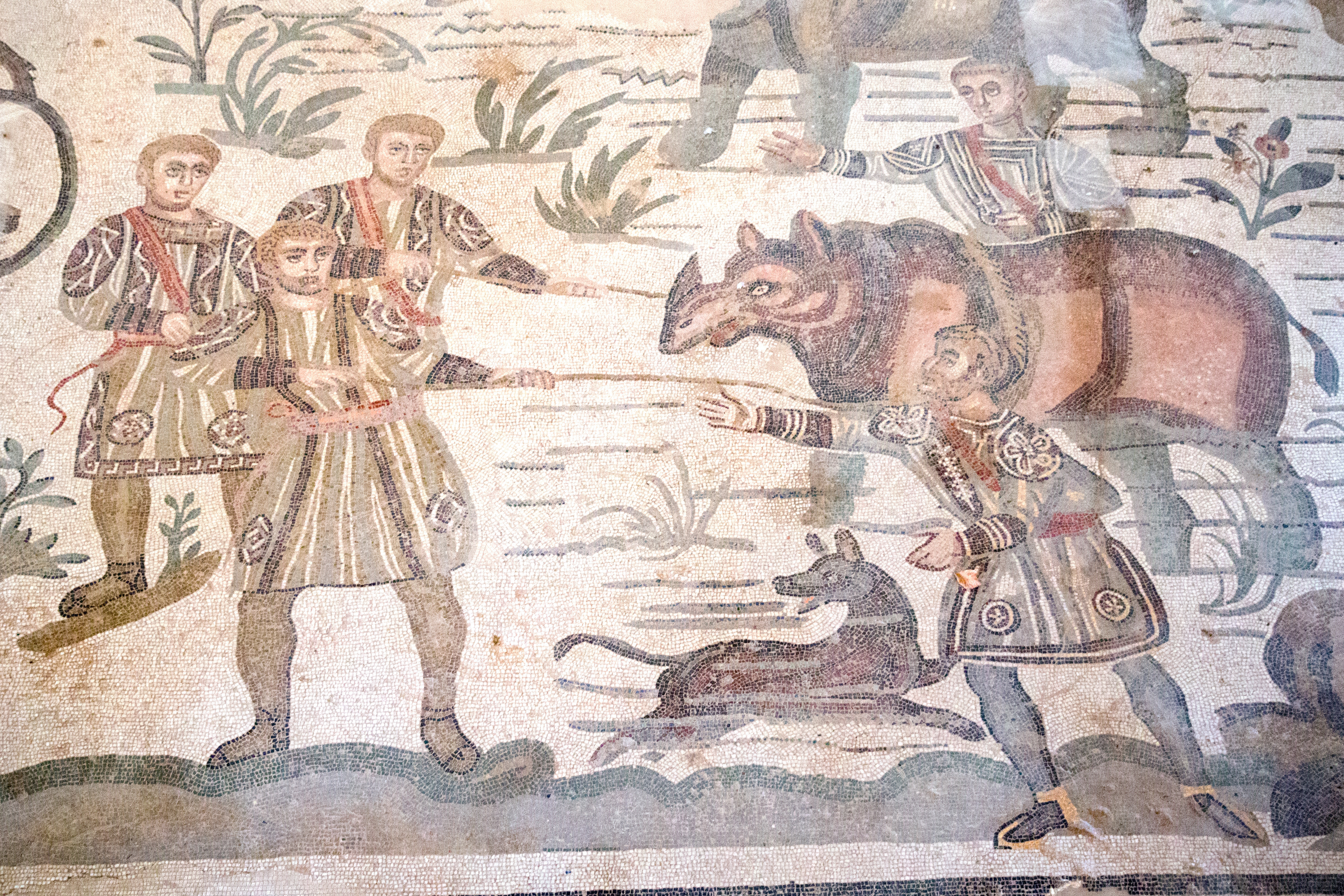
Лов носорогів. Римська мозаїка із Вілли дель Казале у П'яцца-Армерина (Сицилія). IV ст. н. е.

Сучасні носороги є неприрученими дикими звірами через кілька чинників — величезний розмір, повільне зростання, територіальна поодинокість тварин, невелика кількість потомства народженого в неволі. Значення цієї групи тварин для сучасної людини як постачальника їжі та сировини, є відносно низьким, але в Азії існує великий попит на роги носорогів. Вони зазвичай використовуються на Близькому Сході, особливо в північному Ємені, для руків'їв кинджалів Джамбія, які слугують ознакою статусу. З іншого боку, у Східній Азії вони є частиною ремісничого різьблення та традиційної китайської медицини. Щодо останнього, роги загалом використовуються у вигляді порошку як ліки від гарячки та болю; історично не було достеменно підтверджено використання їх як афродизіака. Багато в чому через цей ринок, носороги перебувають під загрозою зникнення від браконьєрства, пов'язаного з ним. 2012 року, наприклад, кожен кілограм рогу на чорному ринку, коштував від 30 000 до 65 000 доларів США, тоді як у часи з 1993 по 2009 рік, їх вартість становила приблизно 4700-5000 доларів США за кілограм. Через високий попит на роги зі Східної Азії не лише зросла кількість диких носорогів убитих шляхом браконьєрства, особливо в південній Африці, але також збільшилися крадіжки з музеїв, колекцій та аукціонних будинків та пов'язана з цим контрабанда. Однак кілька досліджень, проведених фармацевтичною промисловістю та дослідницькими інститутами науки про життя, не показали жодного лікувального впливу. Натомість чутки про чудодійні ліки ходили завжди, тому востаннє попит на роги носорогів різко зріс 2009 року. Іншими причинами загрози для сучасних видів носорогів, є знищення середовищ їхнього існування через сільське господарство або будівництво транспортних шляхів, а також розширення людських поселень аж до меж охоронних територій.

Однак останнім часом у деяких видів, спостерігається невелике відновлення. Наприкінці 2010 року в Африці мешкало вже близько 20 000 білих носорогів і понад 5 000 чорних носорогів. Обидві популяції майже подвоїлися з 1995 року. Значна частина носорогів живе в Південній Африці, переважно в обгороджених і охоронюваних заповідниках. За даними МСОП, загальна кількість африканських носорогів усталилася, але деякі підвиди знаходяться під серйозною загрозою. Північний білий носоріг (C. s. cottoni) є особливо загроженим. Залишилося лише дві особини, і програма розведення в заповіднику Ол Педжета в Кенії має на меті врятувати їх від вимирання. Через збільшення кількості носорогів, убитих браконьєрами в південній Африці (майже 800 носорогів 2013 року), тоді-ж були введені нові проти-заходи на додаток до озброєних єгерів, стосовно заборони видалення рогів у диких тварин або переселення окремих особин чи невеликих популяцій. Сюди входить введення в роги протипаразитарних препаратів, здебільшого ліків від зовнішніх паразитів, які нешкідливі для носорога у разі нормального використання, але викликають нудоту або судоми у людей, що робить роги непридатними для ринку звичаєвої китайської медицини. Інший спосіб — позначення рогів фарбами, які забарвлюють внутрішню частину в червоний або рожевий колір. Це має на меті допомогти відстежувати міжнародну торгівлю незаконно видобутими рогами, оскільки за ними також можна спостерігати за допомогою сканерів в аеропортах, подібно до банкнот, позначених у подібний спосіб. Поки що екологи досить недовірливо ставилися до таких підходів.

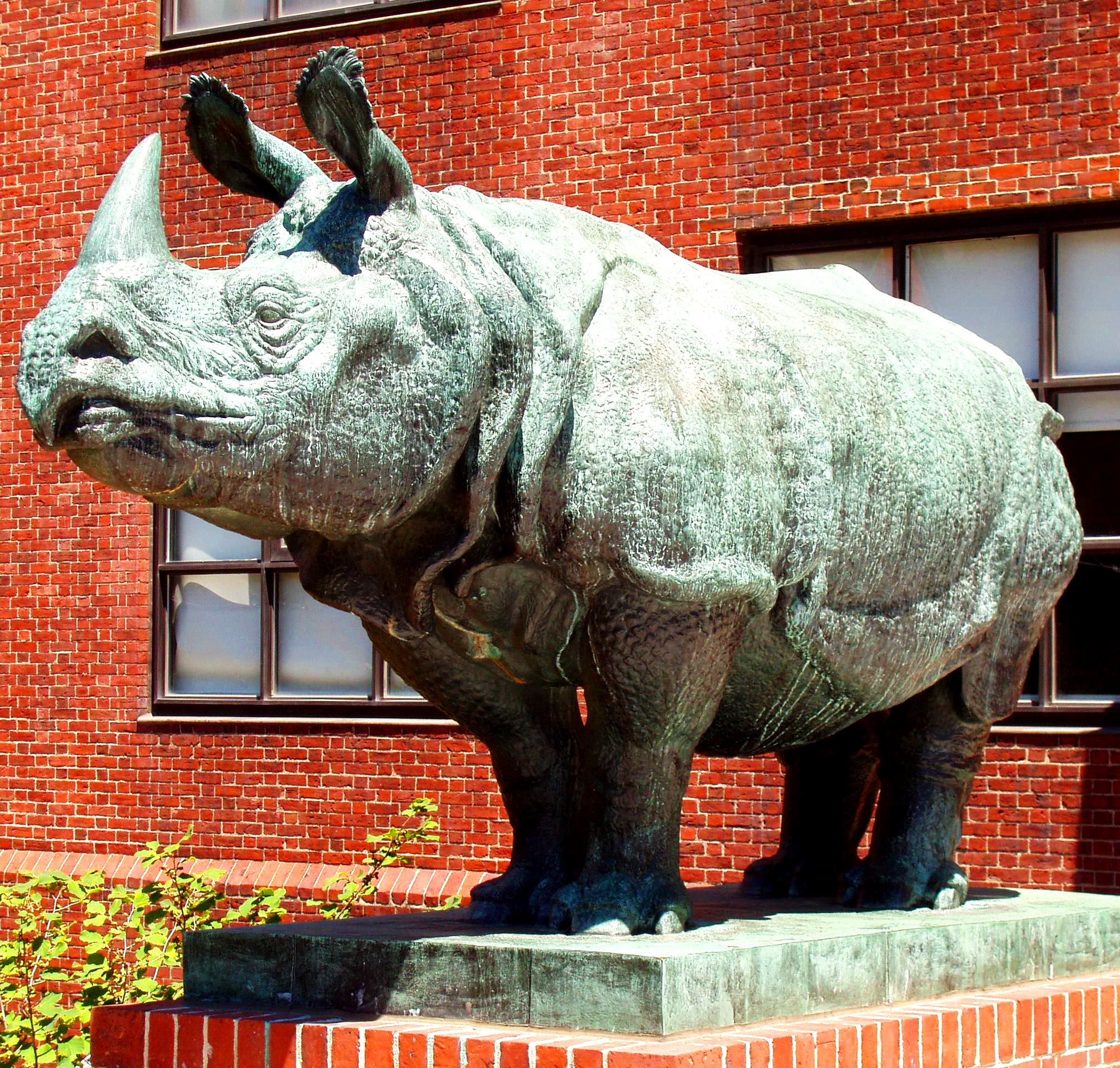
Скульптура носорога. Гарвардський Університет, США

## Носоріг у житті людини
У Малайзії, Бірмі та Індії розповідають дуже подібні між собою історії про носорогів, які з'являються під час пожежі у лісі і витоптують полум'я. Такі розповіді можна вважати переказами, адже жодних наукових доказів такої поведінки носорогів немає. Як би там не було, але ці тварини навіть отримали у народі особливу назву — badak api (бадак апі); badak означає «носоріг», а api — «полум'я, вогонь».